# Inname van Hoorn (1482)
De Inname van Hoorn vond plaats op 12 juli 1482 door Hoekse ballingen onder Peter van Nuys tijdens de Hoekse en Kabeljauwse twisten. De Herovering van Hoorn vond plaats op 20 juli 1482 door een Kabeljauws-Hollandsleger geleid door Joost van Lalaing.
Het was onderdeel van een stadspartijstrijd die gedurende de 14e en 15e eeuw in vele Hollandse steden voorkwamen, waarbij vaak de ene keer een Hoeks bestuur en de andere keer een Kabeljauwse partij de macht binnen een stad greep, soms zonder problemen en ook wel met geweld en hulp van buiten af. Het was een van de weinige keren dat de Friezen zich in de Hoekse en Kabeljauwse twisten mengden, zij hadden immers hun eigen partijstrijd met de Schieringers en Vetkopers.

## Achtergrond
In de jaren voor 1482 was de stad weer op een Kabeljauws bestuur overgegaan, vele Hoeken waren naar Friesland en het Sticht Utrecht gevlucht in ballingschap. Daar werden plannen gesmeed om het bestuur in Hoorn weer af te zetten.

### Inname
Het was de uit Hoorn gevluchte Peter van Nuys die de poging tot Inname van de stad regelde, hij kreeg in het Sticht de hulp van de krijgsheren Adriaan van Naaldwijk en Jan van Middachten. Vanuit Friesland kwam er hulp van de Schieringse heren Wijbe Jarigs en Homme Lieuwes, samen vormden ze een kleine krijgsmacht van 60 mannen. Op 12 juli 1482 in de ochtend kwamen ze met hulp van burgers in de stad binnen en dwongen de Kabeljauwse bestuurders tot aftreden.

Ondertussen hield stadhouder Joost van Lalaing zich bezig met de Stichtse Oorlog; hij was al voorspoedig bezig door strategisch gelegen kastelen als te Haar, Zuylen, Harmelen en Ter Mey te veroveren. Hij had IJsselstein in zijn beheer hersteld en de stad Naarden vormde zijn machtsbasis waaruit hij grip op het Sticht kon krijgen. Echter door de problemen in Hoorn werd zijn opmars in het Sticht gestuit. 

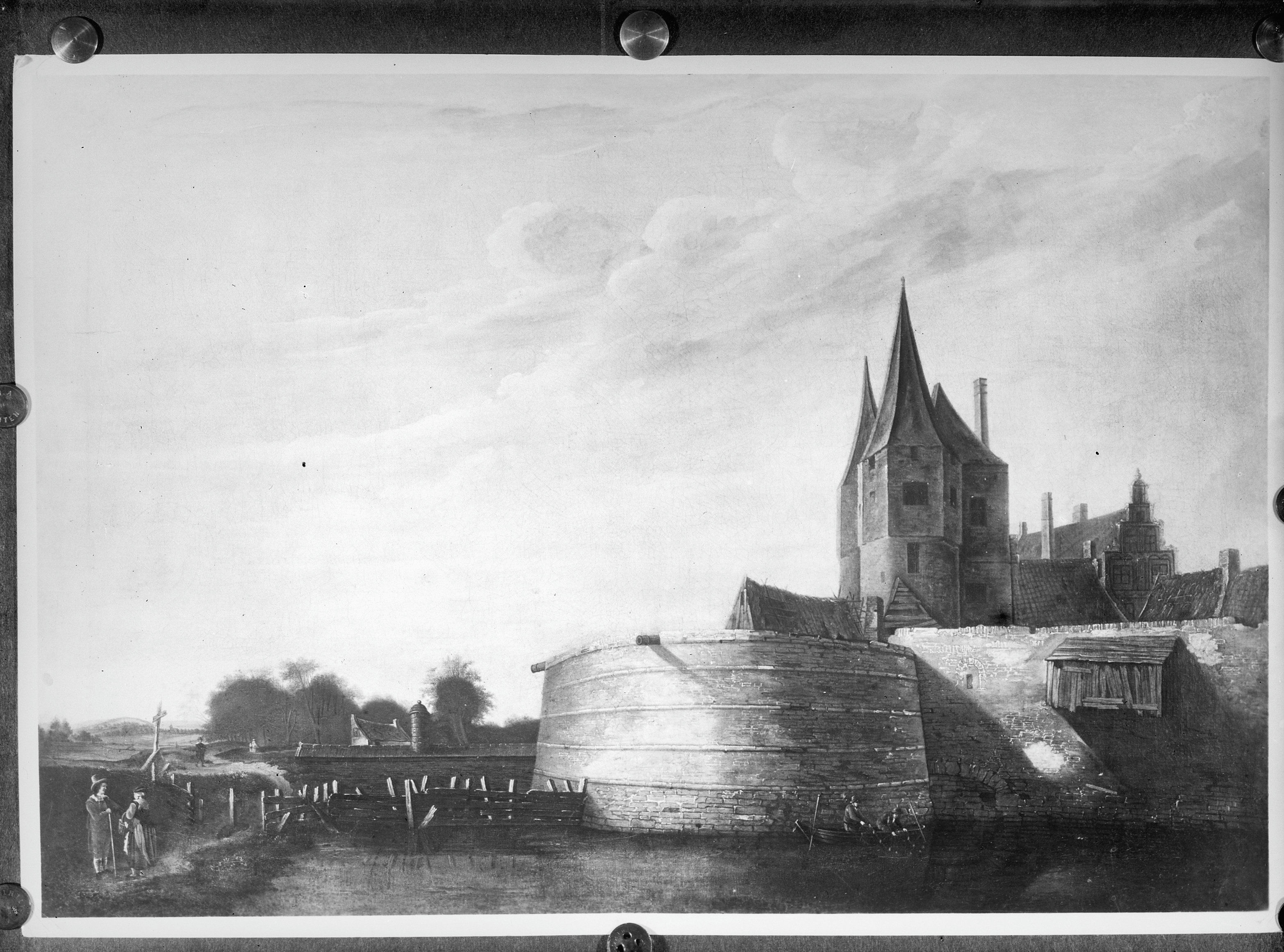
Noorderpoort waar het felst werd gevochten.

### Herovering van Hoorn
Van Lalaing stuurde Jan III van Egmont en Filips van Wassenaar, heer van Voorburg met stadspoorters uit Delft, Haarlem en Amsterdam richting Hoorn, onderweg werden Hoornse Kabeljauwen opgepikt die koste wat het kost hun stad terug wilden. Dit Hollandse leger omsingelde Hoorn rond 15 juli en in de volgende dagen werden er bij de Noorderpoort zeker drie aanvallen op deze kant van de stad gedaan. De Kabeljauwse Maarten Velaar leidde deze aanvallen en bij de derde sneuvelde hij. Op 20 juli arriveerde Joost van Lalaing met circa 6000 krijgsmannen bij Hoorn. De Hoeken in Hoorn konden nu geen weerstand meer bieden tegen deze legermacht en het Hollandse leger beukte aan drie kanten van de vesting de poorten in en konden de stad binnenkomen. Circa 400 burgers vonden de dood en 100 werden gevangengenomen voor berechting. Tijdens de bestorming sneuvelden Jan van Middachten en Adriaan van Naaldwijk op de verdedigingsvesten en werden Wijbe Jarigs en Homme Lieuwes gevangengenomen.

## Nasleep
- Volgens overleveringen werd alles binnen de stad geplunderd, maar vrouwen en kinderen werden met rust gelaten. Echter werden er tussen de beddengoed en lakens na verkoop in Delft twee kinderen dood teruggevonden. Ze waren waarschijnlijk in de chaos daar verstopt, maar nooit meer teruggevonden[4].
- Na de herovering van Hoorn werd het plan van de onderwerping van het Sticht verschoven. In de tussentijd hadden de Hoeken in Utrecht weer grondgebied veroverd en vroegen andere zaken de aandacht van Joost van Lalaing. De Hoeken in Utrecht hadden tijd gekregen en konden weer verder met hun Hoekse opstand, in Holland was het anders en was nu elk stad voorzien van een Kabeljauws partijbestuur.